# En Avant Guingamp
En Avant Guingamp  (tiếng Breton: War-raok Gwengamp, tiếng Anh: Forward Guingamp), thường được gọi là EA Guingamp, EAG hoặc đơn giản là Guingamp (tiếng Pháp: [ɡɛ̃ɡɑ̃]), là một câu lạc bộ bóng đá  Pháp tại xã Guingamp. Câu lạc bộ được thành lập vào năm 1912 và chơi ở Ligue 2, cấp độ thứ hai của bóng đá Pháp. Guingamp chơi các trận đấu trên sân nhà tại Sân vận động Roudourou trong thành phố. Thật là bất thường khi một xã gồm 7.280 cư dân có một câu lạc bộ bóng đá chuyên nghiệp, chứ đừng nói đến một đội chơi ở giải hạng nhất. Ngoài ra sân vận động có sức chứa 18.000 khán giả, gấp khoảng 2,5 lần dân số của xã.
Đã là một câu lạc bộ nghiệp dư trong một thời gian dài, chơi ở các giải đấu trong khu vực, câu lạc bộ đã được thăng chức ba lần dưới sự chủ trì của Noël Le Graët, người đã tiếp quản vào năm 1972. Năm 1976, Guingamp đến được Giải hạng ba (nay gọi là Championnat National), và mùa tiếp theo họ được thăng lên Giải hạng hai (nay gọi là Ligue 2), nơi họ ở lại cho đến năm 1993. Câu lạc bộ đã trở nên hoàn toàn chuyên nghiệp vào năm 1984, và vào năm 1990, Sân vận động Roudourou đã được khai trương, với Guingamp tổ chức Paris Saint-Germain trong trận đấu khai mạc.
Danh hiệu lớn đầu tiên của câu lạc bộ là chiến thắng Coupe de France năm 2009, đội thứ hai trong lịch sử không phải từ Ligue 1 giành chiến thắng trong cuộc thi. Đội đã đánh bại đối thủ cùng thành phố Breton là Rennes 2-1 trong trận chung kết. Ngoài ra, vào năm 2014, En Avant de Guingamp đã đánh bại Stade Rennais FC 2-0 tại Stade de France. Ngoài hai năm chiến thắng của Coupe de France, chỉ có một kỳ tích lớn khác của câu lạc bộ là giành Cúp UEFA Intertoto 1996.
Câu lạc bộ đã chơi trong giải đấu hàng đầu của Pháp trước đây, chỉ được thăng hạng ba lần: 1995, 2000 và 2013. Thời gian lưu trú dài nhất của họ trong giải đấu hàng đầu là giữa năm 2013 và 2019.
Ngoài việc giành được Coupe de France, Guingamp còn được biết đến là bàn đạp cho những cầu thủ nổi bật như Didier Drogba, Florent Malouda, Fabrice Abriel và Vincent Candela. Các nhà quản lý như Guy Lacombe, Francis Smerecki và Erick Mombaerts cũng sử dụng câu lạc bộ làm bàn đạp trong giai đoạn khởi đầu của sự nghiệp huấn luyện. Guingamp được chủ trì bởi Bertrand Desplat. Cựu chủ tịch, Noël Le Graët, là chủ tịch của Liên đoàn bóng đá Pháp. Câu lạc bộ có một đội nữ chơi ở Giải 1 Féminine và đội dự bị trong CFA2.
Mùa giải 2018/2019, Guingamp lọt vào trận chung kết Coupe de la ligue với RC Strasbourg. Guingamp thua trận chung kết thua 4-1 trên chấm phạt đền sau khi trận đấu kết thúc không bàn thắng trong suốt 120 phút thi đấu. Vào ngày 12 tháng 5 năm 2019, Guingamp đã xuống hạng Ligue 2 kết thúc sáu năm ở giải đấu cao nhất sau khi hòa 1-1 với đối thủ Stade Rennais FC.

## Lịch sử của câu lạc bộ

### Mốc thời gian
- 1912: Thành lập câu lạc bộ.
- 1922: Trận đấu đầu tiên tại Stade de Montbareil.
- 1929: Lần thăng hạng đầu tiên cho giải d'Honneur.
- 1949: Lần thăng hạng thứ hai cho giải d'Honneur.
- 1974: Lần thăng hạng thứ ba cho Division d'Honneur.
- Năm 1976: Lần đầu tiên thăng hạng lên giải hạng 3.
- 1977: Lần đầu tiên thăng hạng lên giải hạng 2.
- 1984: Thông qua tình trạng chuyên nghiệp.
- 1990: Trận đấu đầu tiên tại Sân vận động Roudourou.
- 1994: Lần thăng hạng thứ hai lên Ligue 2.
- 1995: Lần đầu tiên thăng hạng lên Ligue 1.
- 1996: Chiến thắng Cup Intertoto và lần đầu tiên xuất hiện ở châu Âu.
- 1997: Á quân của Coupe de France.
- 2000: Lần thăng hạng thứ hai lên Ligue 1.
- 2004: Rời khỏi Ligue 1.
- 2009: Chiến thắng của Coupe de France và lần thứ hai xuất hiện ở châu Âu.
- 2010: Rời khỏi Ligue 2.
- 2011: Thăng hạng tới Ligue 2.
- 2013: Thăng hạng tới Ligue 1.
- 2014: Chiến thắng Coupe de France và lần thứ ba xuất hiện tại UEFA Europa League.
- 2019: Á quân trong trận chung kết Coupe de la ligue.
- 2019: Rớt xuống Ligue 2.

## Đội hình hiện tại

#### Đội một
Tính đến 12 tháng 8 năm 2022.
Ghi chú: Quốc kỳ chỉ đội tuyển quốc gia được xác định rõ trong điều lệ tư cách FIFA. Các cầu thủ có thể giữ hơn một quốc tịch ngoài FIFA.
| Số | VT | Quốc gia   | Cầu thủ           |
| -- | -- | ---------- | ----------------- |
| 1  | TM | Guadeloupe | Teddy Bartouche   |
| 2  | HV | Pháp       | Baptiste Roux     |
| 3  | HV | Pháp       | Arthur Vitelli    |
| 4  | TV | Pháp       | Dylan Louiserre   |
| 5  | HV | Pháp       | Hady Camara       |
| 6  | HV | Pháp       | Lenny Vallier     |
| 7  | HV | Sénégal    | Donatien Gomis    |
| 9  | TĐ | Maroc      | Amine El Ouazzani |
| 10 | TV | Pháp       | Mehdi Merghem     |
| 11 | TV | Sénégal    | Amadou Sagna      |
| 12 | HV | Sénégal    | Abdallah Ndour    |
| 13 | TV | Pháp       | Théo Le Normand   |
| 15 | HV | Pháp       | Vincent Manceau   |
| 16 | TM | Pháp       | Enzo Basilio      |
| 17 | TĐ | Pháp       | Jacques Siwe      |
| 18 | TĐ | Pháp       | Gaëtan Courtet    |

| Số | VT | Quốc gia               | Cầu thủ            |
| -- | -- | ---------------------- | ------------------ |
| 19 | TV | Uruguay                | Jonathan Iglesias  |
| 20 | TV | Pháp                   | Hugo Picard        |
| 21 | TĐ | Bỉ                     | Baptiste Guillaume |
| 22 | TĐ | Algérie                | Mehdi Baaloudj     |
| 23 | HV | Pháp                   | Taylor Luvambo     |
| 24 | HV | Pháp                   | Pierre Lemonnier   |
| 25 | HV | Tunisia                | Ayman Ben Mohamed  |
| 26 | HV | Pháp                   | Matthis Riou       |
| 27 | HV | Cộng hòa Dân chủ Congo | Maxime Sivis       |
| 28 | TV | Pháp                   | Maxime Barthelmé   |
| 30 | TM | Mauritanie             | Babacar Niasse     |
| 31 | HV | Pháp                   | Lucas Maronnier    |
| 34 | HV | Pháp                   | Sohaib Nair        |
| 40 | TM | Pháp                   | Noah Marec         |
| —  | TĐ | Pháp                   | Sabri Guendouz     |

#### Đội dự bị
Tính đến 15 tháng 2 năm 2020.
Ghi chú: Quốc kỳ chỉ đội tuyển quốc gia được xác định rõ trong điều lệ tư cách FIFA. Các cầu thủ có thể giữ hơn một quốc tịch ngoài FIFA.
| Số | VT | Quốc gia | Cầu thủ          |
| -- | -- | -------- | ---------------- |
| —  | HV | Pháp     | Lamine Buhanga   |
| —  | HV | Pháp     | Lucas Maronnier  |
| —  | HV | Pháp     | Bryan Ngwabije   |
| —  | HV | Pháp     | Ismaek Petchy    |
| —  | HV | Pháp     | Ilan Radenac     |
| —  | TV | Pháp     | Momar Gadji      |
| —  | TV | Haiti    | Bryan Labissiere |

| Số | VT | Quốc gia   | Cầu thủ         |
| -- | -- | ---------- | --------------- |
| —  | TV | Pháp       | Théo Le Normand |
| —  | TV | Pháp       | Oktay Ozduru    |
| —  | TV | Pháp       | Baptiste Roux   |
| —  | TĐ | Mauritanie | Souleymane Anne |
| —  | TĐ | Pháp       | Isaac Drogba    |
| —  | TĐ | Pháp       | Daniel Simpore  |
| —  | TĐ | Pháp       | Axel Urie       |

## Danh hiệu

### Trong nước
- Coupe de Pháp
  - Vô địch (2): 2009, 2014
  - Á quân (1): 1996
- Coupe de la Ligue
  - Á quân (1): 2019
- Siêu cúp bóng đá Pháp
  - Á quân (1): 2009, 2014
- Ligue 2
  - Á quân (3): 1994-1995, 1999-2000, 2012-13
- Vô địch quốc gia 
  - Vô địch (1): 1993
- Coupe de Bretagne 
  - Vô địch (2): 1975, 1979
  - Á quân (2): 1947, 1952
- Championnat de l'Ouest 
  - Vô địch (2): 1976, 1984 [6]

### Châu Âu
- Cúp Intertoto
  - Vô địch (1): 1996